# Taifa (Ghana)
Taifa ist ein Ort in der Greater Accra Region im westafrikanischen Staat Ghana.

## Beschreibung
Taifa liegt in der nordwestlichen Stadtrandzone von Accra. Sie verfügt über einen Haltepunkt an einer Bahnstrecke und einen kleinen Park. Am Nordrand von Taifa befindet sich der Standort der ghanaischen Atom-Energie-Kommission.
Bei der letzten Volkszählung des Landes vom 26. März 2000 lebten 26.145 Einwohner in der Stadt. Hochrechnungen zum 1. Januar 2007 schätzen die Bevölkerung auf 48.927 Einwohner. Noch bei der Volkszählung des Jahres 1984 wurden lediglich 1009 Einwohner aufgeführt. Aktuell liegt die Stadt an 28. Stelle der Liste der größten Städte in Ghana.
Das starke Bevölkerungswachstum ist unter anderem durch eine große Zahl von Migranten beeinflusst, die aus ländlicheren Landesteilen in die Nähe von Tema ziehen, um hier eine Anstellung zu finden.